# The Big Bang Theory (2.ª temporada)
A segunda temporada de The Big Bang Theory foi transmitida entre 22 de Setembro de 2008 e 11 de Maio de 2009 pelo canal CBS.

## Prefácio
Esta temporada marcada pela mudança de personalidade da maioria dos personagens, como Sheldon sendo mais ambicioso, irônico, tendo demonstrações exageradas de Transtorno Obsessivo Compulsivo (TOC) ou talvez da Síndrome de Asperger. O relacionamento entre Leonard e Penny
fica pior após eles terem se separado, mas logo é tudo resolvido. A amizade entre os dois fica mais forte do que antes, enquanto a de Penny e Sheldon começa a se firmar. No final da temporada, Penny vê o que realmente sente por Leonard. Howard continua o mesmo e Rajesh consegue pedir desculpas a Penny mesmo sem beber.

## Elenco
| - Johnny Galecki como Dr. Leonard Hofstadter - Jim Parsons como Dr. Sheldon Cooper - Kaley Cuoco como Penny - Simon Helberg como Howard Wolowitz - Kunal Nayyar como Dr. Rajesh "Raj" Koothrappali - Sara Gilbert como Leslie Winkle | - Carol Ann Susi como Sra. Wolowitz - Mark Harelik como Dr. Eric Gablehauser - Brian George como Dr. V.M. Koothrappali - Alice Amter como Sra. Koothrappali - John Ross Bowie como Dr. Barry Kripke - Sara Rue como Dra. Stephanie Barnett - Christine Baranski como Dra. Beverly Hofstadter - Kevin Sussman como Stuart Bloom - Brian Patrick Wade como Kurt | - Travis Schuldt como Eric - Charlie Sheen - Octavia Spencer como uma funcionária da DMV - Riki Lindhome como Ramona Nowitzki - Analeigh Tipton - Samantha Potter - Michael Trucco como Dr. David Underhill - Summer Glau - George Smoot - Valerie Azlynn como Alicia - Jodi Lyn O'Keefe como Mikayla |

## Prêmios e indicações
| Ano  | Resultado | Categoria                                      | Prêmio                    | Artista            |
| ---- | --------- | ---------------------------------------------- | ------------------------- | ------------------ |
| 2009 | Indicado  | Melhor Ator em uma Série de Comédia            | 61º Primetime Emmy Awards | Jim Parsons        |
| 2009 | Indicado  | Melhor Atriz Convidada em uma Série de Comédia | 61º Primetime Emmy Awards | Christine Baranski |
| 2009 | Ganhou    | Melhor Série Cômica                            | TCA Awards                | -                  |
| 2009 | Ganhou    | Melhor Ator de Série de Comédia                | TCA Awards                | Jim Parsons        |
| 2009 | Indicado  | Melhor Série de Comédia                        | Ewwy Award                | -                  |
| 2009 | Ganhou    | Melhor Atriz em uma Série de Comédia           | Ewwy Award                | Kaley Cuoco        |
| 2009 | Ganhou    | 10 Melhores Programas do Ano                   | American Film Institute   | -                  |

## Episódios
| N.º na série | N.º na temp. | Título                                                                              | Dirigido por    | Escrito por                                                                           | Exibição original      | Audiência EUA (milhões) |
| --- | ------------ | ----------------------------------------------------------------------------------- | --------------- | ------------------------------------------------------------------------------------- | ---------------------- | ----------------------- |
| 18 | 1            | "The Bad Fish Paradigm" "O Paradigma do Peixe Podre" (BR)                           | Mark Cendrowski | Bill Prady, Steven Molaro e David Goetsch                                             | 22 de setembro de 2008 | 9.52                    |
| Leonard fica chateado ao ter a impressão de que Penny está lhe dando o fora, após o encontro. Penny diz a Sheldon o porque que ela tinha agido daquela maneira com Leonard. Ela simplesmente tem medo que Leonard não a aceite por ela não ter completado o ensino superior. Sheldon, vendo a "gravidade", prefere sair de casa ao esconder o segredo da Penny de Leonard. |              |                                                                                     |                 |                                                                                       |                        |                         |
| 19 | 2            | "The Codpiece Topology" "A Topologia do Alçapão" (BR)                               | Mark Cendrowski | Chuck Lorre, Bill Prady e Lee Aronsohn                                                | 29 de setembro de 2008 | 8.76                    |
| Após ver Penny com seu novo namorado, Leonard vai atrás de Leslie. Esse ato acaba enfurecendo Sheldon, por ele odiar Leslie. |              |                                                                                     |                 |                                                                                       |                        |                         |
| 20 | 3            | "The Barbarian Sublimation" "A Sublimação Bárbara" (BR)                             | Mark Cendrowski | Nicole Lorre, Steve Molaro e Eric Kaplan                                              | 6 de outubro de 2008   | 9.33                    |
| Sheldon apresenta a Penny o jogo online Age of Conan. O que de começo parecia só diversão, no final se transformou em vício. Penny joga sem parar e acaba perturbando Sheldon na hora do trabalho, almoço, janta e dormir. |              |                                                                                     |                 |                                                                                       |                        |                         |
| 21 | 4            | "The Griffin Equivalency" "A Equivalência do Grifo" (BR)                            | Mark Cendrowski | Chuck Lorre, Bill Prady, Stephen Engel e Tim Doyle                                    | 13 de outubro de 2008  | 9.36                    |
| Após ver seu artigo na revista People, Rajesh fica cheio de si e tirando uma com seus amigos. E além disso, sua nova fama faz com que ele saia com Penny. Este episódio conta com a aparição de Charlie Sheen, que interpreta Charlie Harper em Two and a Half Men. |              |                                                                                     |                 |                                                                                       |                        |                         |
| 22 | 5            | "The Euclide Alternative" "A Alternativa Euclidiana" (BR)                           | Mark Cendrowski | Lee Aronsohn, David Goertsch, Steven Molaro e Bill Prady                              | 20 de outubro de 2008  | 9.28                    |
| Penny, Leonard, Howard e Raj, cansados de sempre dar carona a Sheldon, tentam ensiná-lo a dirigir. |              |                                                                                     |                 |                                                                                       |                        |                         |
| 23 | 6            | "The Cooper-Nowitzki Theorem" "O Teorema Cooper-Nowitzki" (BR)                      | Mark Cendrowski | Stephen Engel, Daley Haggar, Tim Doyle e Richard Rosenstock                           | 3 de novembro de 2008  | 9.67                    |
| Uma garota que faz graduação começa a andar com Sheldon, que pensa que ela é apenas uma admiradora de seu trabalho. Ao decorrer da relação, ela acaba sendo muito rigorosa com ele, dizendo o que fazer ou não fazer. Os meninos (inclusive Sheldon) não sabem que ela está levando a relação muito a sério.                                                               |              |                                                                                     |                 |                                                                                       |                        |                         |
| 24 | 7            | "The Panty Piñata Polarizarion" "A Polarização da Pescaria de Sutiã" (BR)           | Mark Cendrowski | Adaptação: Jennifer Glickman e Steven Molaro História: Bill Prady e Tim Doyle         | 10 de novembro de 2008 | 10.01                   |
| Penny planeja a sua vingança após ser expulsa do apartamento dos meninos por Sheldon, enquanto Raj e Howard passam horas e horas tentando achar uma maneira de entrar na casa da America's Next Top Model. |              |                                                                                     |                 |                                                                                       |                        |                         |
| 25 | 8            | "The Lizard-Spock Expansion" "A Expansão do Lagarto Spock" (BR)                     | Mark Cendrowski | Jennifer Glickman, Bill Prady e David Goetsch                                         | 17 de novembro de 2008 | 9.76                    |
| Quase que a amizade de Leonard e Howard acaba, quando Leonard rouba a mulher que Howard achava que era sua alma-gêmea. |              |                                                                                     |                 |                                                                                       |                        |                         |
| 26 | 9            | "The White Asparagus Triangulation" "A Triangulação do Aspargo Branco" (BR)         | Mark Cendrowski | Adaptação: Stephen Engel e Richard Rosenstock História: David Goetsch e Steven Molaro | 24 de novembro de 2008 | 10.19                   |
| Sheldon tenta ajudar Leonard a manter um relacionamento duradouro, por ele só ter tido relações sem sucesso. |              |                                                                                     |                 |                                                                                       |                        |                         |
| 27 | 10           | "The Vartabedian Conundrum" "O Enigma de Vertabedian" (BR)                          | Mark Cendrowski | Adaptação: Richard Rosenstock e Bill Prady História: Steven Molaro e Chuck Lorre      | 8 de dezembro de 2008  | 10.80                   |
| Leonard é o último a perceber que Stephanie está indo morar com ele. Quando percebe, ele começa a pensar que as coisas estão indo rápidas demais. |              |                                                                                     |                 |                                                                                       |                        |                         |
| 28 | 11           | "The Bath Item Gift Hypothesis" "A Hipótese do Kit de Banho como Presente" (BR)     | Mark Cendrowski | Adaptação: Eric Kaplan e Stephen Engel História: Richard Rosenstock e Bill Prady      | 15 de dezembro de 2008 | 11.42                   |
| Penny tem uma queda pelo novo cientista que se junta ao grupo dos meninos no laboratório, o que deixa Leonard cismado. Enquanto isso, Sheldon arruma um presente de Natal apropriado para Penny. |              |                                                                                     |                 |                                                                                       |                        |                         |
| 29 | 12           | "The Killer Robot Instability" "A Instabilidade do Robô Assassino" (BR)             | Mark Cendrowski | Adaptação: Daley Haggar e Steven Molaro História: Richard Rosenstock e Bill Prady     | 12 de janeiro de 2009  | 11.81                   |
| Howard fica muito desapontado após Penny fazer duras críticas em relação a sua vida amorosa e do jeito como ele trata as mulheres, enquanto os meninos preparam um robô "matador" pra um duelo contra o de outro universitário. |              |                                                                                     |                 |                                                                                       |                        |                         |
| 30 | 13           | "The Friendship Algorithm" "O Algoritmo da Amizade" (BR)                            | Mark Cendrowski | Adaptação: Chuck Lorre e Steven Molaro História: Bill Prady e Richard Rosenstock      | 19 de janeiro de 2009  | 11.10                   |
| Sheldon tenta fazer amizade com um colega isolado dos outros, com a esperança de ter acesso a um cobiçado computador que tem no laboratório. |              |                                                                                     |                 |                                                                                       |                        |                         |
| 31 | 14           | "The Financial Permeability" "A Permeabilidade Financeira" (BR)                     | Mark Cendrowski | Adaptação: Richard Rosenstock e Eric Kaplan História: Chuck Lorre e Steven Molaro     | 2 de fevereiro de 2009 | 10.89                   |
| Penny não tem dinheiro o suficiente pra poder pagar suas contas, então Sheldon e Leonard arrumam um jeito de poder ajudá-la. |              |                                                                                     |                 |                                                                                       |                        |                         |
| 32 | 15           | "The Maternal Capacitance" "A Capacitância Maternal" (BR)                           | Mark Cendrowski | Adaptação: Richard Rosenstock e Steven Molaro História: Chuck Lorre e Bill Prady      | 9 de fevereiro de 2009 | 13.11                   |
| Sheldon conhece a mãe de Leonard e tem uma relação bem amigável com ela, enquanto Penny e Leonard consolam um ao outro em base de bebida em relação aos seus problemas quando crianças. |              |                                                                                     |                 |                                                                                       |                        |                         |
| 33 | 16           | "The Cushion Saturation" "A Saturação da Almofada" (BR)                             | Mark Cendrowski | Adaptação: Bill Prady e Lee Aronsohn História: Chuck Lorre                            | 2 de março de 2009     | 10.94                   |
| Howard começa a ter relações com Leslie, enquanto Penny atira por acidente com o revolver de tinta no lugar exclusivo do sofá onde Sheldon senta. |              |                                                                                     |                 |                                                                                       |                        |                         |
| 34 | 17           | "The Terminator Decoupling" "A Desconecção do Exterminador" (BR)                    | Mark Cendrowski | Adaptação: Tim Doyle e Stephen Engel História: Bill Prady e Dave Goetsch              | 9 de março de 2009     | 9.46                    |
| Numa viagem de trem pra São Francisco, os meninos conhecem a atriz da série de ficção científica The Sarah Connor Chronicles, Summer Glau. |              |                                                                                     |                 |                                                                                       |                        |                         |
| 35 | 18           | "The Work Song Nanocluster" "A Nanopartícula da Música de Trabalho" (BR)            | Mark Cendrowski | Adaptação: Dave Goetsch e Richard Rosenstock História: Bill Prady e Lee Aronsohn      | 16 de março de 2009    | 9.76                    |
| Sheldon decide ajudar Penny com seu negócio, mas ao invés disso acaba atrapalhando. |              |                                                                                     |                 |                                                                                       |                        |                         |
| 36 | 19           | "The Dead Hooker Juxtaposition" "A Justaposição da Prostituta Morta" (BR)           | Mark Cendrowski | Steven Molaro                                                                         | 30 de março de 2009    | 9.77                    |
| Penny fica com ciúmes ao ver que uma nova vizinha acaba tirando a atenção dos meninos. |              |                                                                                     |                 |                                                                                       |                        |                         |
| 37 | 20           | "'The Hofstadter Isotope" "O Isótopo Hofstadter" (BR)                               | Mark Cendrowski | David Goetsch                                                                         | 13 de abril de 2009    | 10.13                   |
| Ao ver que um colega seu da loja de gibi começou a sair com Penny, Leonard pede ajuda a Raj e Howard pra que o levem a um bar para poder ficar com uma moça por conta própria. |              |                                                                                     |                 |                                                                                       |                        |                         |
| 38 | 21           | "The Vegas Normalization" "A Renormalização Las Vegas" (BR)                         | Mark Cendrowski | Adaptação: Steven Molaro História: Jessica Ambrosetti, Nicole Lorre e Andrew Roth     | 27 de abril de 2009    | 9.31                    |
| Depois de ter levado um fora de Leslie, Howard se junta a Raj e Leonard para ir a Las Vegas, deixando Penny se virar com Sheldon que tinha se trancado do lado de fora do apartamento. |              |                                                                                     |                 |                                                                                       |                        |                         |
| 39 | 22           | "The Classified Materials Turbulence" "A Turbulência de Matérias Confidências" (BR) | Mark Cendrowski | Adaptação: Bill Prady e Steven Molaro História: Chuck Lorre e Lee Arohnson            | 4 de maio de 2009      | 9.25                    |
| O segundo encontro de Penny com Stuart deixa Leonard implicado demais. Howard pede aos meninos que o ajudem com seu novo projeto da NASA. |              |                                                                                     |                 |                                                                                       |                        |                         |
| 40 | 23           | "The Monopolar Expedition" "A Expedição Monopolar" (BR)                             | Mark Cendrowski | Eric Kaplan e Richard Rosenstock                                                      | 11 de maio de 2009     | 9.81                    |
| Penny fica chateada ao saber que Leonard e os meninos vão para o Pólo Norte nas férias. Sheldon diz "Bazinga" pela primeira vez. |              |                                                                                     |                 |                                                                                       |                        |                         |